# 658 Asteria
Asteria è un asteroide della fascia principale del diametro medio di circa 22,95 km. Scoperto nel 1908, presenta un'orbita caratterizzata da un semiasse maggiore pari a 2,8535030 UA e da un'eccentricità di 0,0620159, inclinata di 1,50617° rispetto all'eclittica.
Stanti i suoi parametri orbitali, è considerato un membro della famiglia Coronide di asteroidi.
Il suo nome fa riferimento ad Asteria, figura della mitologia greca dalla cui morte nel Mar Egeo si generò l'isola di Ortigia.